# Anchonoderus schaefferi
Anchonoderus schaefferi är en skalbaggsart som beskrevs av Max Liebke 1928. Anchonoderus schaefferi ingår i släktet Anchonoderus och familjen jordlöpare. Inga underarter finns listade i Catalogue of Life.